# Grüner Mann

„Grüner Mann“ an einem Kapitell im Foyer des Lübecker Rathauses

Als Grüner Mann werden bestimmte skulpturale Zierelemente an sakralen und profanen Gebäuden, Schlusssteinen, Chorgestühlen etc. des Mittelalters und der frühen Neuzeit bezeichnet. Dargestellt wird zumeist ein männlicher Kopf, dessen Haupt- und Barthaare die Gestalt von Blättern haben, die häufig aus dessen Mund hervor wachsen. Die Abbildungen ähneln in gewisser Weise denen der Wilden Männer. Lady Raglan prägte die Bezeichnung im Jahr 1939 in ihrem Aufsatz The „Green Man“ in Church Architecture. Im deutschen Sprachraum war zu diesem Zeitpunkt bereits die Bezeichnung „Blattmaske“ üblich.

## Herkunftstheorien

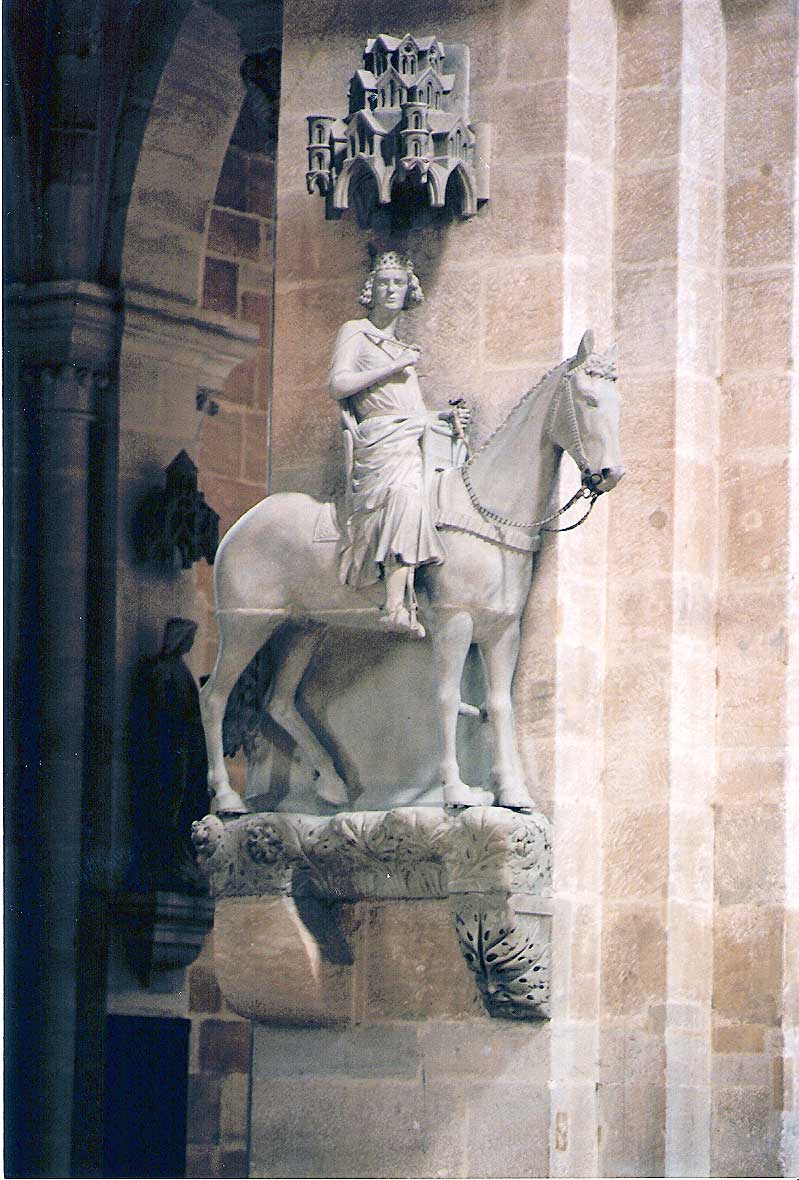
Bamberger Reiter mit Blattmaske als rechte Stütze des Sockels

Nach Nana Nauwald soll der Mythos des Grünen Mannes in vorchristliche Zeit zurückreichen; er habe in deutschen, englischen und französischen Kathedralen der Hoch- und Spätgotik überlebt, in denen man den Grünen Mann als Blattgesicht in Hunderten von Skulpturen in Ecken, Fensterstürzen und Sockeln abbildete.
Im Rheinischen Landesmuseum in Bonn befindet sich mit der sogenannten „Pfalzfelder Säule“ eine keltische Stele, auf der ein Kopf mit Mistelblättern (Keltische Blattkrone) dargestellt ist. Damit greift diese Darstellung zwei keltische Motive auf: den Kopfkult, der den Kopf als Träger aller Kraft betrachtete und auch in den abgeschlagenen Köpfen von Feinden deren Lebenskraft verehrte, und zum anderen die Misteln, die laut Plinius dem Älteren von den keltischen Druiden mit einer goldenen Sichel bei besonderem Mondstand von Eichen und anderen Bäumen geschnitten wurden, um sie in weißen Tüchern aufzufangen und mit ihnen Krankheiten zu heilen sowie die allgemeinen Lebenskräfte zu stärken und anzuregen. Das Mistelblatt wird auch dem keltischen Gott Esus zugeordnet, dem alle Wachstumskräfte unterstehen. Beide Elemente, Kopf und heilkräftige Pflanze, finden sich im Motiv des Grünen Mannes wieder.
In einem Fall ist der Kopf des Grünen Mannes mit der Inschrift „Silvanus“ versehen, die auf den römischen Waldgott verweist und somit auf eine Deutung als Personifizierung einer Naturgesellschaft verweist.

## Darstellungen
Vor allem auf den Britischen Inseln war der Green Man sehr beliebt: Eine Figur erscheint auf der rechten Säule des Portals der St Mary and St David’s Church in Kilpeck. Eine Holzschnittdarstellung befindet sich in der Church of the Holy Ghost in Crowcombe in Somerset. Der Green man von Sampford Courtenay in Devon ist in der St. Andrew church im Schnittpunkt eines Kreuzes auf einer Holzplatte eingeschnitten. Zahlreich sind Green Man-Darstellungen in den Miserikordien spätgotischer Chorgestühle.

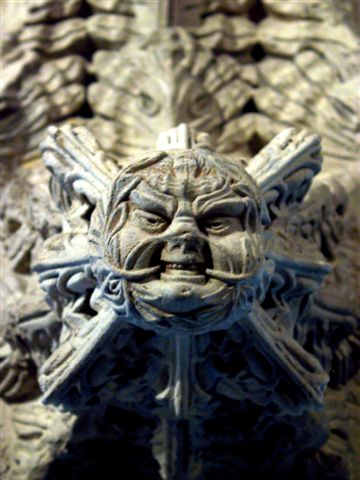
„Green Man“ in der Rosslyn-Kapelle (16. Jh.)
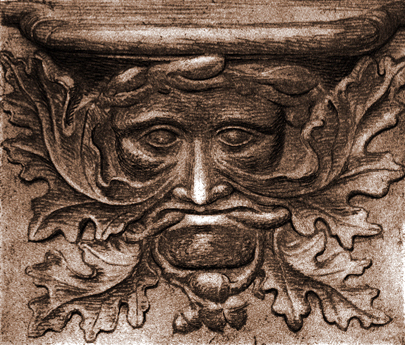
Miserikordie in der Abtei La Trinité (Vendôme) (16. Jh.)
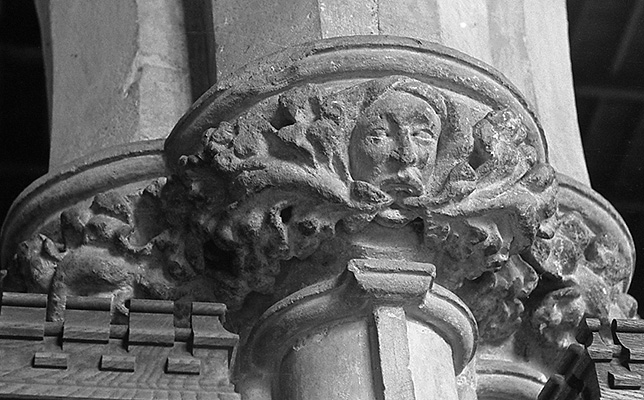
Ein Grüner Mann in typischer Form in einem Kirchensäulenkapitell
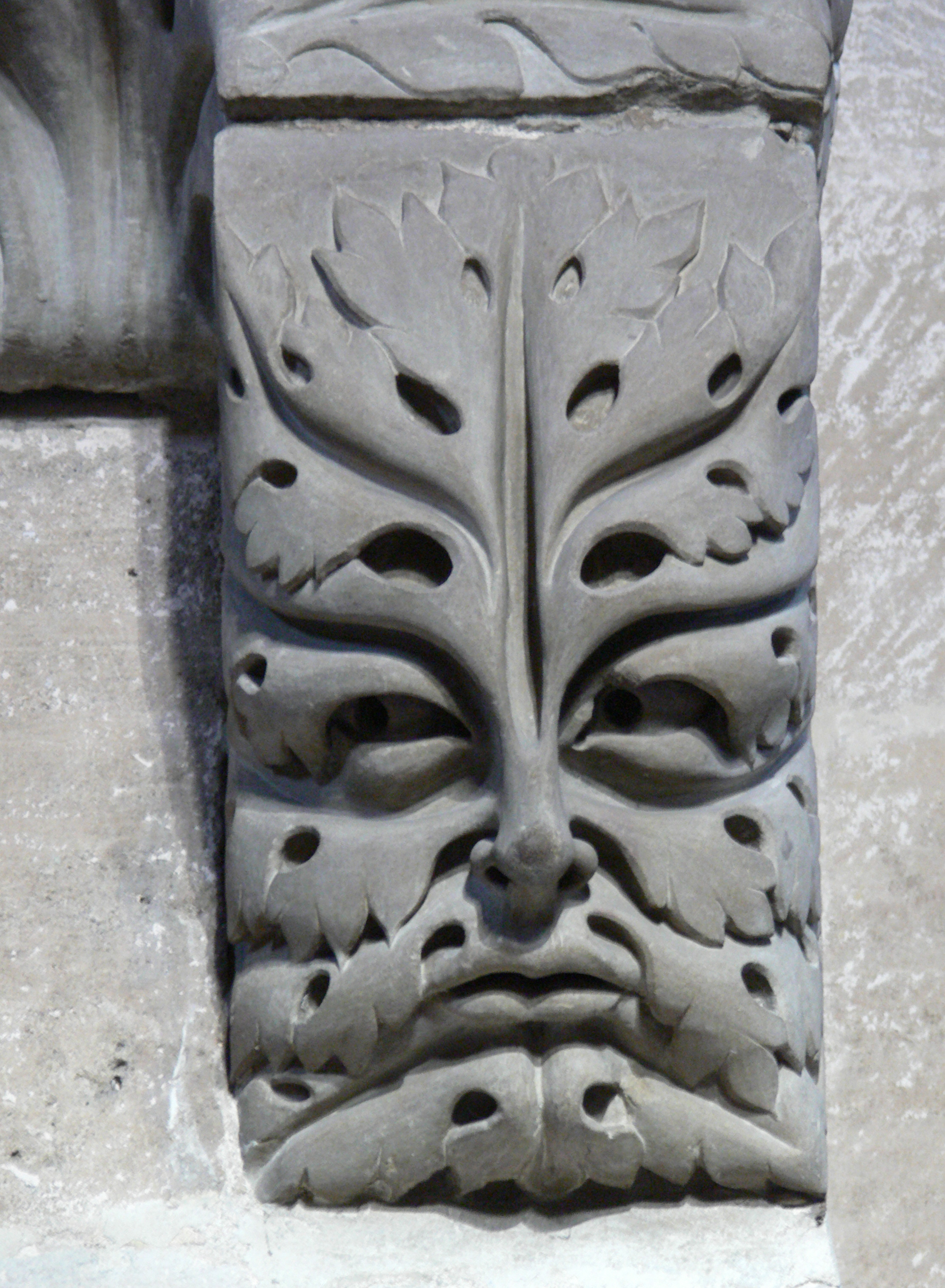
Detailaufnahme der Blattmaske am Sockel des Bamberger Reiters
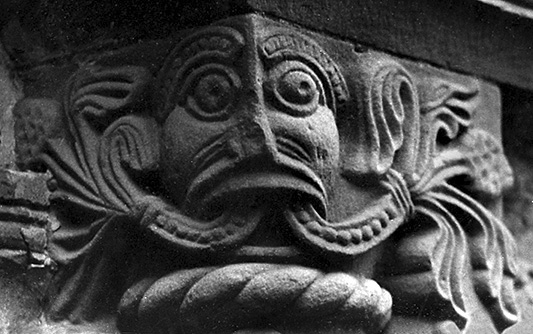
St Mary and St David’s Church in Kilpeck
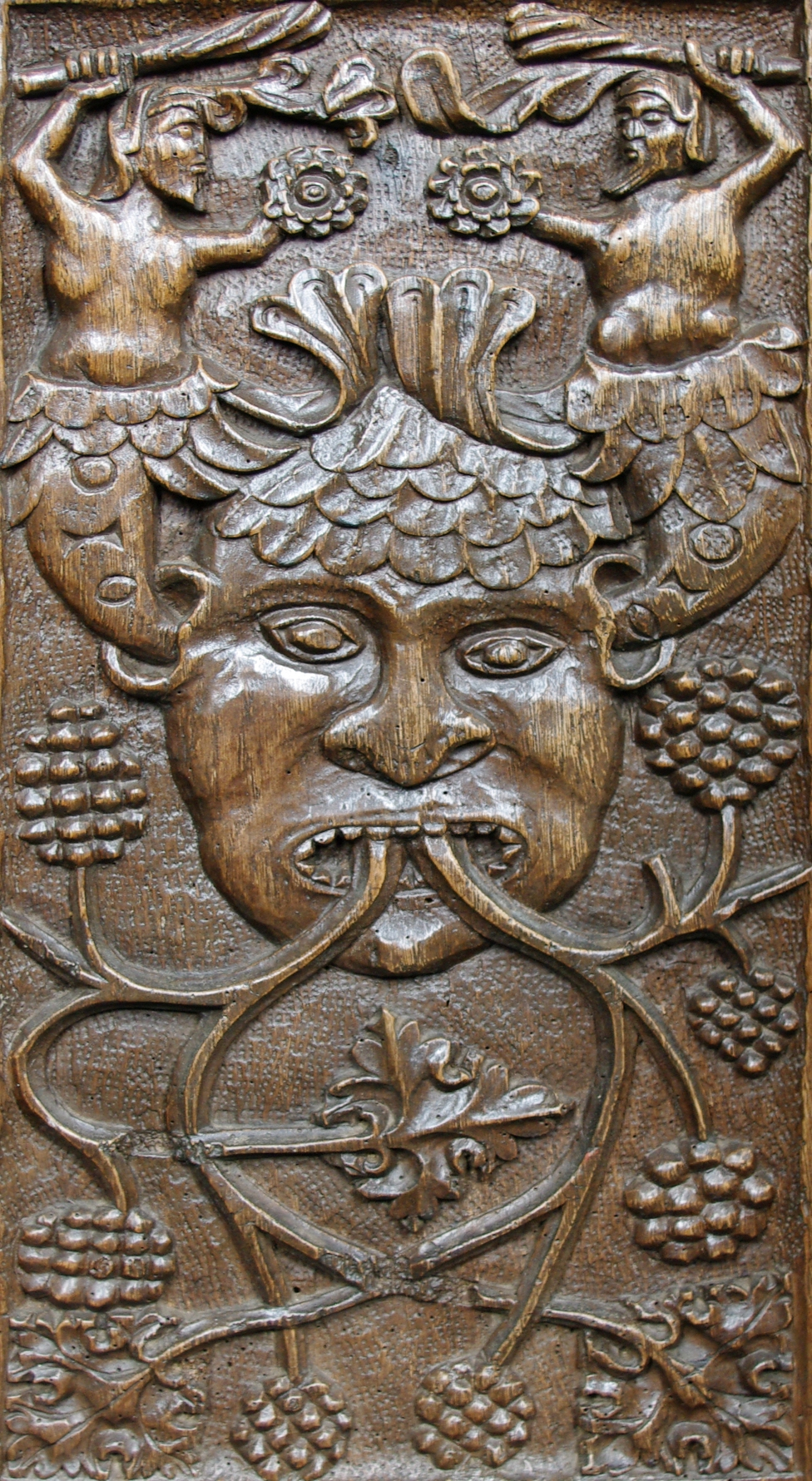
Crowcombe – Green Man
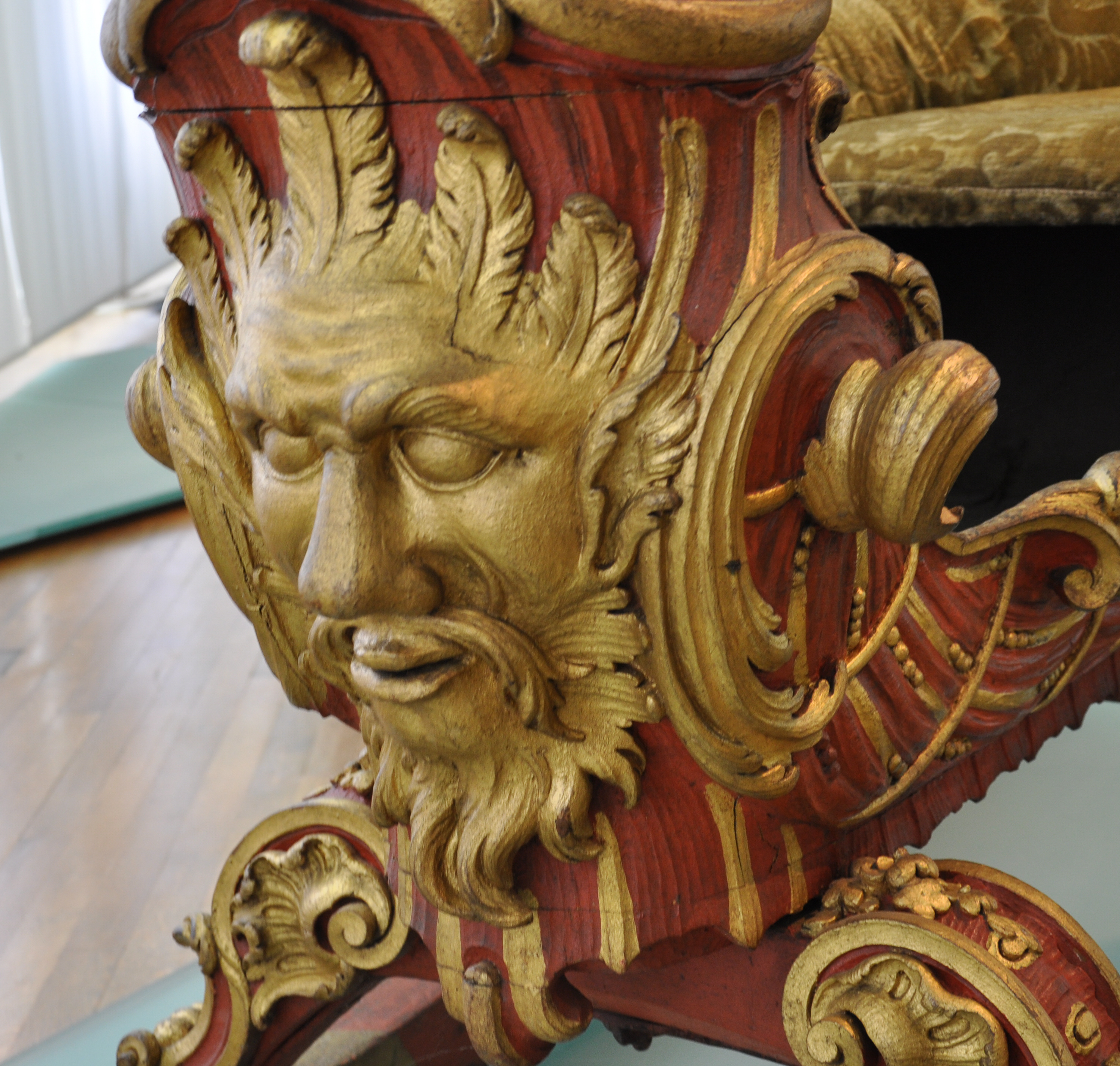
Blattmaske an Prunkschlitten des Herzogs Carl Eugen von Württemberg (1728–1793)
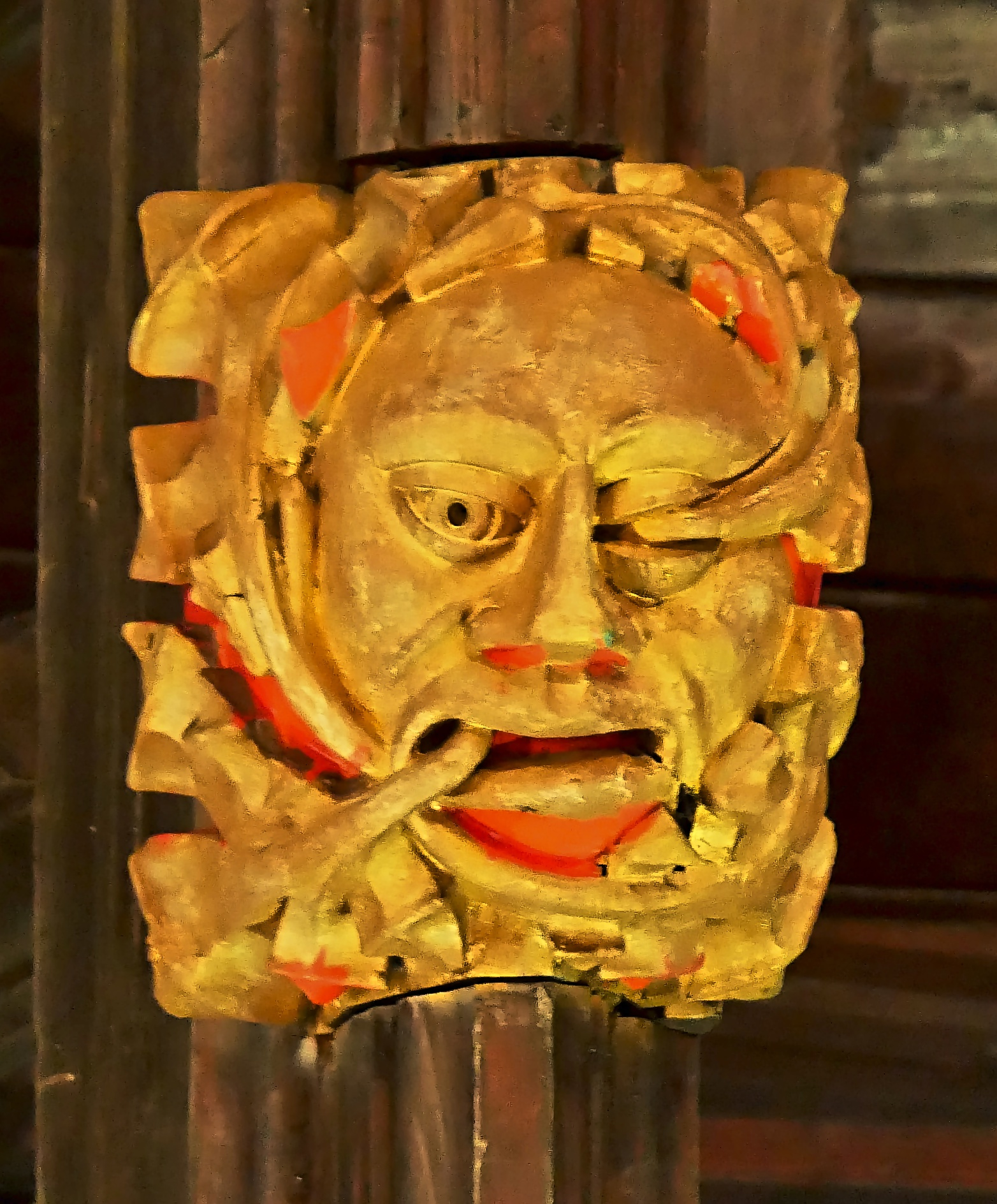
Schluss„stein“ in der Decke der Bolton Abbey
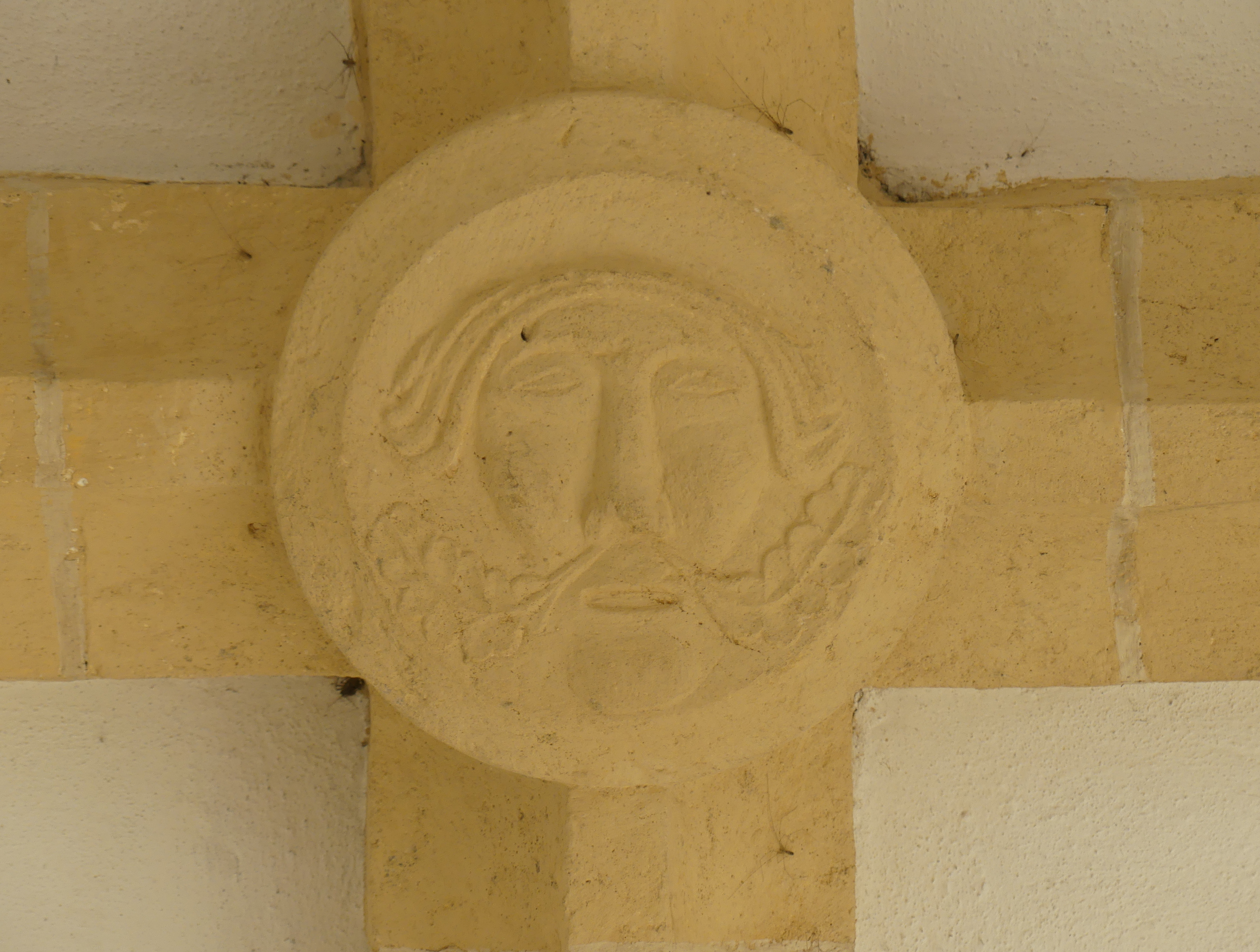
Schlussstein im Kreuzgewölbe der Turmkapelle Ligerz, Schweiz